# Веткова, Екатерина Владимировна
Екатери́на Влади́мировна Ве́ткова (род. 1 августа 1986 года, Сызрань, Куйбышевская область) — российская гандболистка, линейный турецкого клуба «Кастамону». Бывший игрок национальной сборной России, чемпионка мира 2009 года. Окончила Тольяттинский государственный университет.

## Игровая карьера
- 2000—2005 —  «Лада-2» (Тольятти)
- 2006—2011 —  «Звезда» (Звенигород)
- 2011—2012 —  «Олтхим» (Рымнику-Вылча)
- 2012—2014 —  «Астраханочка» (Астрахань)
- 2014—2016 —  «Бухарест» (Бухарест)
- 2016—2018 —  «Тулон Сен-Кир Вар» (Тулон)
- 2018—2019 —  «Корона Брашов» (Брашов)
- 2019—2020 —  «Дижон» (Дижон)
- 2020 — н. в. —  «Кастамону» (Кастамону)

## Достижения
- Чемпионка мира (2009).
- Бронзовый призёр чемпионата Европы (2008).
- Обладательница Трофея Чемпионов (2008).
- Серебряный призёр чемпионата России (2008, 2009, 2010).
- Чемпионка Европы среди юниорок (2003).
- Чемпионка Румынии (2012, 2015, 2016).
- Победительница Лиги чемпионов (2008, 2016).
- Обладательница Кубка России (2009, 2010, 2011).
- Обладательница Кубка Румынии (2016).
- Почётный гражданин Бухареста (2016)[1].
- Чемпионка Турции (2021).

## Звание
- Заслуженный мастер спорта России (26 декабря 2009 года)[2]